# Mistrovství Evropy v boxu žen 2018
XI. mistrovství Evropy žen v boxu proběhlo v Sofii, Bulharsko ve dnech 5. až 12. června 2018. Organizátorem turnaje mistrovství Evropy byla European Boxing Confederation (EUBC).

## Česká stopa
Šéftrenér reprezentace: Radek Seman, trenér reprezentace: Kamil Černý
Na mistrovství Evropy startovalo za Česko 5 boxerek:
- −48 kg: Jana Prokešová (* 1994) z SK Fight Pro Strakonice
- −51 kg: Nela Freiherrová (* 1992) z BC Ostrava
- −54 kg: Petra Laštovková (* 1996) z Chimera Fighters Plzeň
- −64 kg: Kateřina Humlová (* 1993) z Pražského rohovníka
- −69 kg: Martina Schmoranzová (* 1987) z SKMP Děčín/BC Rohovník Armex Děčín

## Výsledky
| Ženy   | Zlato                       | Stříbro                      | Bronz                           | Bronz                      |
| ------ | --------------------------- | ---------------------------- | ------------------------------- | -------------------------- |
| –48 kg | Jekatěrina Palcevová (RUS)  | Sevda Asenovová (BUL)        | Steluța Duțăová (ROU)           | Hanna Ochotová (UKR)       |
| –51 kg | Svetlana Solujanovová (RUS) | Busenaz Çakıroğluová (TUR)   | Gabriela Dimitrovová (BUL)      | Jana Burimová (BLR)        |
| –54 kg | Stojka Petrovová (BUL)      | Delphine Manciniová (FRA)    | Giulia De Laurentiová (ITA)     | Viktorija Kulešovová (RUS) |
| –57 kg | Stanimira Petrovová (BUL)   | Darija Abramovová (RUS)      | Michaela Walshová (IRL)         | Mona Mestiaenová (FRA)     |
| –60 kg | Mira Potkonenová (FIN)      | Anastasija Beljakovová (RUS) | Kelly Harringtonová (IRL)       | Denica Elisejevová (BUL)   |
| –64 kg | Melis Jonuzovová (BUL)      | Sema Çalışkanová (TUR)       | Jektarina Dynniková (RUS)       | Marija Bovaová (UKR)       |
| –69 kg | Elina Gustafssonová (FIN)   | Jaroslava Jakušinová (RUS)   | Assunta Canforaová (ITA)        | Nadine Apetzová (GER)      |
| –75 kg | Nouchka Fontijnová (NED)    | Marija Borucová (UKR)        | Sarah Scheurichová (GER)        | Lauren Priceová (WAL)      |
| –81 kg | Marija Urakovová (RUS)      | Elif Güneriová (TUR)         | Anastasija Černokolenková (UKR) | Viktorija Kebikovová (BLR) |
| +81 kg | Flavia Severinová (ITA)     | Kristina Tkačovová (RUS)     | Şennur Demirová (TUR)           | Lidia Fidurová (POL)       |

## Medailová bilance
V boxu se rozdělilo celkem 10 sad medailí.
| Pořadí | Stát             |       | Ženy    | Ženy  | Ženy | Celkem |
| Pořadí | Stát             | Zlato | Stříbro | Bronz |      | Celkem |
| ------ | ---------------- | ----- | ------- | ----- | ---- | ------ |
| 1.     | Rusko (RUS)      |       | 3       | 4     | 2    | 9      |
| 2.     | Bulharsko (BUL)  |       | 3       | 1     | 2    | 6      |
| 3.     | Finsko (FIN)     |       | 2       | 0     | 0    | 2      |
| 4.     | Itálie (ITA)     |       | 1       | 0     | 2    | 3      |
| 5.     | Nizozemsko (NED) |       | 1       | 0     | 0    | 1      |
| 6.     | Turecko (TUR)    |       | 0       | 3     | 1    | 4      |
| 7.     | Ukrajina (UKR)   |       | 0       | 1     | 3    | 4      |
| 8.     | Francie (FRA)    |       | 0       | 1     | 1    | 2      |
| 9.     | Bělorusko (BLR)  |       | 0       | 0     | 2    | 2      |
| 9.     | Německo (GER)    |       | 0       | 0     | 2    | 2      |
| 9.     | Irsko (IRL)      |       | 0       | 0     | 2    | 2      |
| 12.    | Polsko (POL)     |       | 0       | 0     | 1    | 1      |
| 12.    | Rumunsko (ROU)   |       | 0       | 0     | 1    | 1      |
| 12.    | Wales (WAL)      |       | 0       | 0     | 1    | 1      |
| Celkem | Celkem           |       | 10      | 10    | 20   | 40     |